# Ancretteville-sur-Mer
Ancretteville-sur-Mer település Franciaországban, Seine-Maritime megyében. Lakosainak száma 149 fő (2022. január 1.). Ancretteville-sur-Mer Saint-Pierre-en-Port, Angerville-la-Martel, Écretteville-sur-Mer és Sassetot-le-Mauconduit községekkel határos.

## Népesség
A település népességének változása:
| Lakosok száma | 188  | 184  | 186  | 170  | 161  | 152  | 151  | 150  | 149  |
|               | 2013 | 2015 | 2016 | 2017 | 2018 | 2019 | 2020 | 2021 | 2022 |